# Lục quân Nhân dân Triều Tiên
Lục quân Nhân dân Triều Tiên (KPAGF; tiếng Triều Tiên: 조선인민군 륙군; Hancha: 朝鮮人民軍 陸軍; Romaja: Joseon-inmingun Ryukgun; McCune–Reischauer: Chosŏn-inmin'gun Ryukkun) là nhánh chính của Quân đội Nhân dân Triều Tiên, chịu trách nhiệm về hoạt động quân sự trên đất liền.